# Xã Wilson, Quận Winona, Minnesota
Xã Wilson (tiếng Anh: Wilson Township) là một xã thuộc quận Winona, tiểu bang Minnesota, Hoa Kỳ. Năm 2010, dân số của xã này là 1.177 người.